# Американо-мексиканські відносини
 Відносини Мексика — США — двосторонні відносини між Мексикою і Сполученими Штатами Америки.

## Історія
Чверть території сучасних США, включно з економічними гігантами Техасом і Каліфорнією, належала Мексиці до укладення в 1848 р. договору Гвадалупе-Ідальго. Невдовзі після «покупки Гадсдена» (1853) сформувався сучасний кордон, повний контроль над яким вкрай важко встановити через його протяжність у майже 2000 миль. Частина його проходить по річці Ріо Гранде, яка висихає і тому не є великою перешкодою. Після підписання двосторонньої угоди між США і Китаєм в 1880 про заборону двосторонньої торгівлею опіумом китайські іммігранти в Сіналоа (Мексика) поклали початок традиції масштабної транскордонної наркоторгівлі. Сіналоа продовжує бути кримінальним центром до наших днів. Політика заборони алкоголю у США в 1920-х призвела до контрабанди алкоголю з Мексики та розростання організованої злочинності, особливо в таких прикордонних містах як Сьюдад-Хуарес.
Нобелівський лауреат з літератури Маріо Варгас Льоса у 1990 році назвав Мексику «бездоганною диктатурою». Він мав на увазі домінування в країні лівоцентристської Інституційно-Революційної партії (ІРП) протягом більшої частини ХХ ст. Партію було засновано після так званої Мексиканської революції у 1929 році. Забезпечене однопартійністю стабільне становище в Мексиці під час Холодної війни було в інтересах США і вони заплющували очі на контроверсійні аспекти правління ІРП. Під час Холодної війни Мексика під домінуванням Інституційно-Революційної партії намагалася дистанціюватися від США з огляду на неоднозначність їх політики в Латинській Америці. Побоювання, що будь-які відносини зі Сполученими Штатами неодмінно будуть нерівними, залишалось в свідомості політичного класу Мексики і ставало вагомою перешкодою до співпраці двох країн. Посол США в Мексиці у 1998—2002 роках Джеффрі Давідоу охарактеризував відносини двох країн як відносини «ведмедя і дикобраза» — так він назвав книгу про свій досвід роботи у Мексиці. Значення цієї метафори — грубість і прямолінійність американців і чутливість та гостра негативна реакція мексиканців.
Після умовного посилення плюралізму з другої половини 1980-х ІРП утримувала більшість у парламенті до 1997-го, а президентський пост аж до обрання на цю посаду Вінсенте Фокса, кандидата від Партії національної дії у 2000. Дев'яності роки в Мексиці були часом поступового переходу від однопартійної системи. Роль США у мирному переході до влади до опозиції у кінці ХХ ст. була обмеженою. Сполучені Штати активно забезпечували участь на виборах міжнародних спостерігачів, попри небажання президента Салінаса. Загалом же офіційна риторика США полягала в тому, що народ Мексики має сам змінити свою владу.

Довгий час зв'язком між двома країнами була Двостороння комісія (Binational Commission). Її попередник — Консультативний механізм, започаткований у 1977 р. президентами Картером і Лопесом Портільйо. Двостороння комісія створена у 1981 р. як майданчик для консультацій, які проходять час від часу. З тих пір вона «існувала багато років у тій чи іншій формі» (посол США Джон Негропонте). Результатом її діяльності є звіти і рекомендації для вироблення політики США. Таким чином, співпраця двох країн не дійшла до створення спільних інтеграційних інституцій, а залишалась на рівні консультацій. 
«Проблема з політикою США щодо Латинської Америки в цілому, і в тому числі Мексики, полягає в ігноруванні і відсутності уваги до цих відносин, крім випадків коли нам потрібно щось — тоді ми поводимося як зверхній партнер, на відміну від справжнього партнерства» (Джеймс Джонс, посол США у Мексиці 1993—1997).
Президентський термін у США 4 роки, а у Мексиці 6, тому виборчі цикли двох країн можуть перетинатися раз на 12 років. 1 грудня 2000 року президентом Мексики став Вінсенте Фокс. 20 січня 2001 року Президентом США став Джордж Вокер Буш. Обидва з них мали досвід губернаторів прикордонних штатів по обидва боки кордону США-Мексика. Буш був колишнім губернатором штату Техас, пов'язаного з Мексикою історичними, економічними і культурними зв'язками. Вона була «єдиною країною, з якою йому було комфортно мати справу» (Д. Давідоу). Початок нових адміністрацій в обох країнах відкривав нові потенційні можливості для співпраці.

### Наркотики і безпекова співпраця
Початок цілеспрямованим зусиллям щодо боротьби з наркотиками дав президент Річард Ніксон, оголосивши війну з наркотиками у 1971 р. Це означало агресивний силовий підхід до вирішення проблеми. Протягом першого десятиліття антинаркотичні зусилля США не були зосереджені на Мексиці. З початком 1980-х Мексика почала ставати транспортним маршрутом для колумбійських наркокартелів. Допоміжну роль у транспортуванні відігравали невеликі «сімейні» організації з корупційними зв'язками у силових структурах. Можливість набуття ними самостійної ролі видалася, коли США взяли під контроль карибський маршрут транспортування кокаїну з Колумбії та ліквідували картель Пабло Ескобара (1993). З цими зусиллями пов'язують постання мексиканських картелів у 80-х — 90-х. Вони відійшли від характеру «сімейного бізнесу» і почали мати свої канали розповсюдження по території США. З'явилася можливість фінансування власних добре озброєних сил безпеки напіввійськового характеру, в які почали приходити люди з досвідом роботи в силових структурах.
Протягом 90-х років відбулося розростання організованої злочинності і ускладнення ситуації у галузі безпеки. Кримінальні організації перебрали на себе функцію контролю над територіями і «право» збирати плату за активність на своїй території інших кримінальних угрупувань (piso). Між ними почалися територіальні конфлікти, які до певного часу стримувало правління Інституційно-Революційної партії і її корупційний «джентльменський договір» з наркокартелями. Неформальні домовленості з торгівцями наркотиками і державними урядовцями полягали в тому, що перші мали свої місця — плази (plazza), на існування яких корумповані владні структури заплющували очі. Картелі діяли відповідно до поділених шляхів транспортування і зон впливу, не перетинаючись між собою. За це вони платили «корупційний податок» і зобов'язувалися не збувати свій товар в самій Мексиці. Так видалась можливість уникати збройних конфліктів і рівень насильства перебував на значно нижчому рівні, ніж з початком цілеспрямованих дій мексиканського уряду. Контроверсійна силова стратегія президента Кальдерона (2006) була сприйнята схвально США, про що свідчить допомога в рамках Меридської ініціативи.

## Безпека і кордон
За оцінками експертів, між груднем 2006 і серпнем 2015 року 151 233 людини загинуло внаслідок пов'язаного з нарковійною насильства. Мексика як країна займає 140 місце в глобальному індексі миру (2016), а окремі її міста (Сьюдад Хуарес, Тіхуана, Акапулько) мають один із найбільших на планеті рівнів вбивств. Безпекова співпраця займає диспропорційно велику частку уваги у двосторонніх відносинах США і Мексики. Це офіційно визнавав президент США Барак Обама: «Ми провели стільки часу за вирішенням питань безпеки між Сполученими Штатами і Мексикою, що я інколи думаю ми забуваємо, що це величезний торговий партнер, на якого припадає значна кількість комерції і велика кількість робочих місць по обидва боки кордону». Зміщення тематики двосторонніх переговорів до боротьби з організованою злочинністю в Мексиці затьмарює можливі мирні галузі співпраці.

### Організована злочинність
Вирішенню проблеми наркотичної організованої злочинності заважають різні її розуміння у політичній дискусії у двох країнах. З одного боку, Сполучені Штати схильні бачити сутність проблеми в нездатності мексиканського уряду зупинити транскордонний потік наркотиків і приборкати насилля всередині країни. З іншого, Мексика бачить проблему в попиті на наркотики з боку жителів самих США, які непрямим чином фінансують озброєння і діяльність наркокартелів. Таким чином, стратегія боротьби з наркотиками кожної президентської адміністрації повинна вибрати свій пріоритет: направити зусилля на зниження пропозиції наркотиків, чи попиту всередині країни.
Співпраця в безпековій галузі протягом президентського терміну Вінсенте Фокса (2000—2006) набирала обертів, але попри це була досить обмеженою. У цей період щорічна допомога США військовим і поліційним відомствам Мексики збільшилась втричі, від 15,7 до 45,8 млн дол. Всього протягом цього періоду було надано бл. 400 млн дол. В подальшому через Меридську ініціативу такий об'єм почав надаватися щороку. За словами посла США Джеффрі Давідоу (1998—2002), стосунки DEA з мексиканськими безпековими агенціями були зіпсовані випадками зриву спецоперацій через витік інформації. Це пов'язано з включеністю наркомафії в державний апарат. Зважаючи на загрозу того, що будь-яка негативна інформація щодо зусиль у галузі безпеки буде використана для дискредитації Мексики, він не відправляв у Вашингтон всю інформацію. Своїм завданням він вважав уберегти вашингтонські державні агенції, зокрема DEA, від «дурниць», таких як позбавлення Мексики сертифікації (тобто позитивної оцінки зусиль уряду проти наркотиків). Таким чином, відносини силових відомств двох країн були досить напруженими. Посол США до Мексики Антоніо Гарца (2002—2009) гостро критикував нездатність мексиканського уряду приборкати насильство і у 2005 вдався навіть до закриття на тиждень консульства в Нуево Ларедо як знак протесту.
Карлос Паскуаль, колишній посол США в Україні (2000—2003), був послом США в Мексиці у 2009—2011. Його спеціалізація на проблемних країнах (failed states) в інституті Брукінґс викликала підозру у мексиканських медіа, що їхня країна розглядається як джерело нестабільності; це узгоджується з відповідними заявами Державного секретаря Гілларі Клінтон. У березні 2011 він подав у відставку після бурхливої реакції президента Кальдерона на конфіденційні доповіді, які були опубліковані WikiLeaks. У доповідях посол давав негативну оцінку зусиллям мексиканського уряду у галузі безпеки, звинувативши державні агенції в нестачі координації та корупції. Ці оцінки не йшли врозріз з аналізом ситуації незалежними аналітиками. Кальдерон у відповідь звинувачував у нескоординованості агенції США, з якими Мексика співпрацює у галузі безпеки. Відносини були зіпсовані зовсім, і через 18 місяців після свого призначення посол подав у відставку.
Новий президент Мексики Енріке Пенья Ньєто, який прийшов до влади у 2012 р. у своїх передвиборних обіцянках обіцяв переглянути мілітаризований підхід до боротьби з наркозлочинністю. Його обрання означало повернення Інституційно-Революційної партії. Незважаючи на його початковий скептицизм щодо Меридської ініціативи, в результаті президентських переговорів вдалося переконати Пенья Ньєто утриматись від згортання співпраці. Було досягнуто компромісного результату, який полягає в більшому пріоритеті другої підвалини: розбудові інституцій, професіоналізації поліції, боротьби з відмиванням грошей, укріплення кордону і сприяння місцевому розвитку. Згортання мілітарного компоненту відбулося ще до вступу нового президента Мексики на посаду.
Попри відчутний прогрес Меридської ініціативи, відносини залишаються настороженими. З огляду на це, важливим для дипломатії США було не дати враження, що США втручаються в суверенні справи Мексики. Тому умови фінансування, на яких наполягав Конгрес, не висувалися до мексиканської сторони прямо, задля того щоб уникнути враження, що США приймають рішення в односторонньому порядку. Виходячи з історично зумовленої готовності сприймати символічні ознаки за зазіхання на мексиканський суверенітет. У мексиканської сторони були фактичні підстави для побоювань: Затримання і відправка назад до США злочинців-втікачів без участі мексиканської сторони (extrajudicial renditions). Операція «Касабланка» (1998) — арешти мексиканських банкірів і підприємців без консультацій з урядом, купівля мексиканського реєстру виборців через приватну компанію. Присутність американських службовців в аеропортах в 2003 р. та ін.

### Транскордонна безпекова співпраця
Сполучені Штати і Мексика розділені кордоном протяжністю близько 2 тис. миль. В результаті NAFTA в деяких галузях, таких як автомобілебудування, було досягнуто такого рівня економічної інтеграції, що деталі товару можуть кілька разів перетинати кордон в процесі виробництва (виробничі ланцюги). Поширення технологій Just-in-time потребує короткого і прогнозованого часу простою на кордоні. Інакше розладнується виробничий процес з відповідними економічними наслідками. Таким чином, є потреба примирити новий пріоритет безпеки після 11 вересня з довгостроковими економічними інтересами. Ідея кордону 21 століття (або Розумного Кордону) виникає регулярно в переговорах США–Мексика і США–Канада. Вона полягає у тому, що покращення безпеки не має відбуватись за рахунок погіршення торгівлі, а досягнути цього потрібно шляхом використання інформаційних технологій.
Акт про міністерство внутрішньої безпеки 2002 р. визначав безпеку кордонів одним з основних пріоритетів новоствореної структури. Договори щодо розумного кордону (Smart Border Agreements) були укладені з Канадою у грудні 2001 і Мексикою в березні 2002 і за змістом були схожими. У грудні 2011 р. за схожим сценарієм і змістом відбулись дві нові угоди про спільні зусилля з покращення кордону — США–Канада і США–Мексика. Зусилля щодо кордону виходять зі стратегії «запобігання через підняття ризиків» (prevention through deterrence), яка означає, що потрібно зробити перетин кордону максимально складним для потенційних бажаючих його перетнути. З 2005 р. прийнята нова стратегія щодо затримань на кордоні, так звані «затримання, які несуть за собою наслідки». До цього затриманих просто відпускали, що давало можливість зробити ще одну спробу.
Персонал прикордонного патруля не зазнавав значних змін у 2000—2005 рр., перебуваючи на рівні 8 тис. працівників. В 2006 президент Буш підвищив на 6 тис. чисельність агентів Прикордонно-митної служби США, довівши її до 18 тис. Підготовка великої кількості нових працівників стикнулася з обмеженими організаційними ресурсами тренувальних центрів. У 2006—2011 рр. чисельність відомства була збільшена майже вдвічі до 15709 працівників і залишалась приблизно на цьому рівні надалі. Аналогічним чином після Secure Fence Act (2006), який був прийнятий без консультацій з Мексикою, було споруджено в період 2006—2009 більш ніж 400 миль загороджувальних споруд на кордоні. Таким чином, станом на 2015 р., близько 700 миль кордону було облаштовано. Витрати на прикордонний патруль зросли з 1,4 млрд дол. у 2002 до 3,8 млрд дол. у 2015 фінансових роках.
На думку мексиканських урядовців, жорстке законодавче регулювання обігу зброї в їх країні означає, що зброя до рук злочинців може потрапити тільки зі США. Відповідно, Сполучені Штати з їх вільним обігом зброї несуть на собі частку вини за озброєння наркокартелів. Після візиту президента Обами до Мексики в 2009 році, він просив Сенат ратифікувати Міжамериканську конвенцію проти незаконного виробництва і транспортування вогнепальної зброї, відому під іспаномовною абревіатурою CIFTA. Конвенція була розроблена в рамках Організації американських держав. Американські консервативні кола критикують цей договір за те, що він обмежує свободи громадян, вимагаючи ліцензування виробництва дрібних деталей, які можуть бути використані для складання зброї.

### Тероризм і повстанські рухи
Залученість США у безпекову ситуацію в Мексиці пов'язана з і діяльністю в рамках антинаркотичної стратегії і загрозою перетікання насильства на територію США. Останній елемент посилився з загостренням боротьби з наркомафією Кальдерона. У січні 2009 р. міністр національної безпеки Майкл Чертофф заявив, що його відомство розробило плани на випадок надзвичайних ситуацій (загострення нарковійни або спричинений нею потік біженців). Заява державного секретаря Гілларі Клінтон про те, що ситуація з наркокартелями в Мексиці схожа на ситуацію в Колумбії 20-річної давності в тому сенсі, що схожа на повномасштабний повстанський (insurgent) рух. Терористичні акти 11 вересня 2001 року змінили пріоритети для уряду США. Внаслідок атак 11 вересня Сполучені Штати в односторонньому порядку запроваджували більший контроль над кордоном. Передбачення терористичної загрози. Страх того, що шляхи, якими до США потрапляють нелегали та наркотики, будуть користуватися терористи і переправлятись засоби масового ураження. Виникла ідея Північноамериканської безпекової зони, яка охоплює країни NAFTA. Після терактів 11 вересня Карибський басейн, Центральна Америка і Мексика стали фактично розцінюватися як периметр оборони і стали включеними в поняття «homeland». Побоювання уряду США, що Мексика стане базою для терористичної організації «аль-Каїда» та інших, а також перетікання насильства на територію їхньої країни.
Співпраця США з Мексикою, на відміну від Канади, не має широкого характеру. Зусилля щодо досягнення сумісності (interoperability) збройних сил з Канадою є предметом довгої і результативної співпраці, натомість відносини з Мексикою ще не дійшли на цей етап.
Стверджують, що мілітаризація війни з наркотиками і переростання її у війну є результатом впливу Вашингтона. Легалізація наркотиків, яка могла б допомогти вирішити проблему, не розглядається як можлива через позицію державних органів США і громадську думку в обох країнах. Точка зору, що Меридська ініціатива була схожа на спробу повторити успіх «плану Колумбія» відносно іншої країни. На відміну від Колумбії, не передбачалося участі американських збройних сил в операціях в Мексиці. Забезпечення матеріалами і тренування у США.
У березні 2012 р. Відбулась перша зустріч міністрів оборони трьох країн-учасниць NAFTA, на якій вони почали обговорювати можливості співпраці.

## Економічні відносини
Передумови економічних відносин США і Мексики мають асиметричний характер. ВВП Сполучених Штатів більший за такий самий показник Мексики у 18 разів. Нерівними є частки кожної країни в двосторонній торгівлі з іншою. Частка Мексики в експорті США становить 13 %. Частка США в експорті Мексики сягала 80 % станом на 2015 рік. З посиленням інтеграції посилилась залежність економічних циклів підйомів і спадів ділової активності в Мексиці від економіки США. На економічну ситуацію в Мексиці впливає сам фактор невизначеності щодо неї перспектив політики Сполучених Штатів і особисто заяви Дональда Трампа.
З 1988 року уже існувала зона вільної торгівлі між США і Канадою (CUSFTA). Він протягом другої половини 80-х рр. XX ст. Мексика проходила економічну трансформацію в бік лібералізації економіки («Вашингтонський консенсус»), і мексиканський уряд запропонував почати тристоронні переговори щодо участі своєї країни в торговому об'єднанні. В період переговорів щодо NAFTA мексиканський президент Карлос Салінас де Гортарі висловив сподівання, що участь в Північноамериканській зоні вільної торгівлі дозволить мексиканцям знайти більше економічних можливостей у своїй країні: «більше робочих місць означає вищі заробітні плати в Мексиці, і це в свою чергу означатиме менше мігрантів в Сполучені Штати і Канаду. Ми хочемо експортувати товари, а не людей». Сподівання, що NAFTA дозволить мексиканським робітникам знайти достойні умови в своїй країні і це зменшить тиск на імміграцію в США, були характерними для американської сторони переговорів також.
Зближення двох країн після початку існування NAFTA привели до початку публічного обговорення перспектив ширшої інтеграції. Найбільше це цікавило мексиканську сторону. Промови Вінсенте Фокса в 2000 році познайомили мексиканців з баченням північноамериканського спільного ринку з вільним рухом людей, товарів, капіталу і ідей, а не тільки товарів. Зусиллям президента Мексики сприяла зміна ставлення до міграції самих мексиканців у 90-ті роки ХХ ст., коли міграція почала сприйматись як позитивне явище для Мексики. З цим пов'язані спроби мексиканської сторони вплинути на політику США. Одною з цих спроб стала спроба вплинути на імміграційну реформу на початку президентського терміну Джорджа Буша.
Штатами, які пов'язані з економікою Мексики найбільше, є Каліфорнія, Аризона, Нью-Мексико і Техас, при цьому 85 % торгівлі відбувається вантажівками або залізничним транспортом.
У період 2000—2016 найбільшим торговим партнером для Сполучених Штатів була Канада. Частка Мексики у зовнішній торгівлі США дозволяла їй поперемінно з Китаєм займати 2-3 місце серед найбільших торгових партнерів. Експорт США в Мексику більший, ніж експорт у всі країні BRICS разом узяті. Економіки двох країн об'єднані не тільки торгівлею готовими товарами, а і спільними виробничими ланцюгами. Це означає, що в процесі виробництва товари часто долають кордон кілька разів і залежать від вчасності поставки деталей. Створюючи позитивний ефект для бізнесу, така організація виробництва робить виклик для урядів обох країн, які повинні влаштувати ефективну і швидку роботу прикордонних служб.
5-6 вересня 2001 відбувся президентський візит Вінсенте Фокса до США. Перше в історії спільне засідання урядів двох країн, під час якого президент Буш заявив, що відносини з жодною країною є для США такими важливими як відносини з Мексикою. На цій зустрічі було підтверджено багатообіцяючі плани обох сторін. Було оголошено про створення «Партнерства заради процвітання» (Partnership for Prosperity) — ініціативи на тему інвестицій в Мексику через приватно-публічне партнерство. Партнерство мало досить обмежений характер, адже не передбачало конкретних фінансових зобов'язань з боку уряду США. Парадигма спільної відповідальності двох країн.
Обмеженість співпраці в рамках Партнерства заради процвітання привело до перезавантаження відносин у вигляді створення нового органу. Засноване 23 березня 2005 р. Партнерство з безпеки і процвітання (Security and Prosperity Partnership of North America, далі SPP) це тристороння ініціатива урядів США, Мексики і Канади. Метою ініціативи є поглиблення співпраці і гармонізація регуляторних механізмів у 5 галузях, для того щоб подолати «тиранію малих відмінностей в правилах (regulations)». Не є ні договором, ні міжнародною організацією, співпраця відбувається у форматі робочих груп. Офіційні джерела називають її саме ініціативою, і вона ні до чого не зобов'язує. Нестача інституційних механізмів і можливості для участі громадянського суспільства привела до того, що між самітами SPP відбувалося мало. Уже в 2009 р. SPP було зведено до проведення самітів північноамериканських лідерів.
Ключовим фактором у двосторонніх економічних відносинах Сполучених Штатів Америки і Мексики є існування Північноамериканської зони вільної торгівлі (North American Free Trade Agreement, далі NAFTA), яка набула сили 1 січня 1994 року. З часу впровадження NAFTA протягом досліджуваного періоду взаємна торгівля збільшилась у 6 разів і сягає бл. 500 млрд дол. на рік. Участь у NAFTA є дуже дискусійним питанням у США, які не були ініціаторами з самого початку. NAFTA не стосувалась ринку робочої сили, його лібералізації.
Договір скасовував більшість тарифних бар'єрів між трьома країнами-підписантами: Канадою, США і Мексикою. За умовами NAFTA, для ряду товарів вводився період звикання (adjustment period); деякі його положення вводились в дію до січня 2008. В сфері зони вільної торгівлі стали захист інтелектуальної власності, механізми розв'язання диспутів та охорона довкілля. В домовленостях NAFTA новим було визнання взаємозалежності торгівлі з захистом довкілля. В зв'язку з цим був заснований одночасно з NAFTA Північноамериканський банк розвитку (North American Development Bank, далі NADB) та Комісія зі співпраці щодо довкілля на кордоні (Border Environment Cooperation Commission, далі BECC).

### Дискусія про ефекти НАФТА
Ефекти NAFTA для американської економіки і працівників є предметом дискусій і спекуляцій. Роберт Пастор порівняв НАФТА з мексиканською піньятою, яку за традицією всі мають бити. Переглянути умови угоди з більшим врахуванням американських робочих місць було передвиборною обіцянкою Барака Обами в 2008.
В результаті лібералізації, в перші роки НАФТА 1,3 млн мексиканських фермерів і аграрних робітників збанкрутіли. Товари, які вони виробляли, не витримали конкуренції з аграрним виробництвом США, яке отримує субсидії від держави і є більш ефективним завдяки продуктивнішим бізнес-практикам і економії масштабу. Для мексиканців же дрібне фермерство було частиною культури і способу життя. В будь-якому разі, Сполучені Штати знайшли собі ще один експортний ринок. Фермери змушені були переїхати у великі міста та шукати інших шляхів для прожитку. Це в подальшому вплинуло на імміграційний тиск в США.
Згідно з одним з досліджень за 2003 рік, менш ніж 0,7 % американських робітників втратили роботу через обидві інші країни-учасниці NAFTA. Тим не менше, якщо враховувати тільки робочі місця у галузях виробництва, на рахунку Мексики і Канади «близько 5 % пікового показника зайнятості у 17,6 млн у 1998 р. і 31 % з 2,9 млн втрачених робочих місць в промисловості США між 1998 і 2003».
Немає ознак того, що Мексика доганяє США у своєму розвитку завдяки NAFTA. Вплив коливань курсів валют (мексиканське песо, американський і канадський долари) у перше десятиліття NAFTA мав значно більший масштаб, ніж зменшення імпортних тарифів. Свого часу NAFTA була першою зоною вільної торгівлі між двома розвинутими країнами і однією країною, що розвивається. В США це викликало побоювання того, що вона приведе до вирівнювання заробітних плат країн учасниць. Що викликало сподівання у мексиканської сторони і побоювання Сполучених Штатів. Кандидат на виборах 1992 року Рос Перо був відомий своїм негативним трактування перспектив NAFTA для американського промислового виробництва.
У 2016 році Дональд Трамп, такий же кандидат зі значним бізнес-досвідом, переміг на президентських виборах завдяки гаслам перегляду NAFTA заради більшого врахування інтересів американських промислових робітників. Перегляд торгівлі, який Трамп мав на увазі під час виборчої кампанії, стосується податку на додану вартість (VAT) у розмірі 16 %, який стосується імпорту і від якого звільнений експорт з Мексики. На думку Дональда Трампа, це змушує американські компанії переносити свою діяльність у Мексику. За даними US Census Bureau, найбільший торговий дефіцит США з Китаєм у розмірі 319 млрд. Торговий дефіцит з Мексикою набагато менший (58,5 млрд дол.) і потрапляє в одну категорію з Німеччиною (59,6 млрд дол.) і Японією, які не є учасниками НАФТА. Аутсорсинг американських компаній до Мексики не має таких руйнівних наслідків, як аутсорсинг в Китай. Це зумовлено тим, що компанія, яка переносить своє виробництво в Китай, забирає з собою виробничий ланцюг. Що не є випадком географічно близької Мексики, в якій американські компанії здебільшого тримають трудомісткі частини виробництва, які вимагають малокваліфікованої робочої сили, а висококваліфіковані робочі місця залишаються в США. Таким чином, альтернативою перенесення частини виробництва до Мексики може бути перенесення всього виробництва в Китай.
NAFTA не виправдала сподівань тих в Мексиці і Сполучених Штатах, які сподівалися на значне покращення мексиканської економіки і рівня життя. Очікуваного перетікання американського багатства, попри побоювання, не відбулося. Незважаючи на існування NAFTA, Мексика не стала для США місцем для вкладення грошей. Тільки 2.3 % прямих зовнішніх інвестицій США спрямовувалися в Мексику, хоча в абсолютному вираженні інвестиції зростали. Ефекти NAFTA не виправдали очікувань тих, хто її підтримував, і застережень опонентів. Дослідження НБЕР показує, що еміграція мексиканців у США насправді зменшила відносну заробітну плату для малокваліфікованих працівників, які залишилися в країні. Міжнародна міграція у Канаді зменшила нерівність у заробітній платі, у США — збільшила. Міжнародна міграція у Мексиці збільшила відносну заробітну плату для робітників з середнім рівнем навичок, але зменшила для малокваліфікованих. Мексика є для США джерелом саме малокваліфікованої сили. Такі результати досліджень у згоді з уявленням, що глобалізація збільшує загальне багатство, але може діяти негативно на тих, хто мало включений у світові бізнес-процеси.
Збільшення економічних показників не є результатом існування продуманої стратегії підвищення конкурентоздатності країн Північної Америки. Збільшення торгівлі і товаропотоків в рамках НАФТА повинно було відбуватися з поступовим розширенням інфраструктури. Нестача спільних інфраструктурних проектів і інвестицій, що стосується перш за все необхідності розбудови інфраструктури пунктів входу (ports of entry).
Незважаючи на участь в NAFTA, що передбачає зняття обмежень для торгівлі між країнами, були введені обмеження для мексиканських вантажівок. Відповідно до домовленостей, з 2000 року мав бути наданий повний доступ вантажівкам до автомобільної мережі країн-учасниць зони. Домовленості були в силі для Канади, але не для Мексики. США виправдовували цю заборону посиланнями на проблеми безпеки і навколишнього середовища. До конфлікту з Мексикою привело рішення президента Обами виконати передвиборну обіцянку товариству водіїв вантажівок (тімстерів). Скасування в проекті бюджету на 2009 рік пілотної програми, яка дозволяла мексиканським водіям працювати на американських хайвеях. Це складало конкуренцію американським тімстерам. Мексиканський уряд відплатив підняттям тарифів. Економічні втрати понесли обидві сторони.
До розв'язання проблеми в 2011 р., враховуючи ці заборони, процедура на кордоні вимушена була залишатися трудомісткою і вартісною. Мексиканські водії вантажівок мали залишати вантаж після заїзду 25 км в глиб кордону; те саме стосувалося їх американських колег. Там вантаж приймали нові вантажівки, які везли вантаж до пунктів призначення. Втрати часу при цьому коливалися від 4 до 23 годин. Свої фінансові втрати кожна зі сторін оцінювала у близько 2 млрд дол. Після візиту мексиканського президента Кальдерона у березні 2011 було досягнуто згоди, яка дозволила вантажівкам із Мексики. Разом з тим були скасовані тарифи, введені як «відплата». Цю ситуацію приводять як зразок розв'язання конфліктів.

## Імміграція мексиканців у США
Імміграційна реформа в досліджуваний період була складним питанням для політики в Сполучених Штатах Америки. Мексиканське походження мали 71 % депортованих нелегальних мігрантів зі США в період 2000—2015 (за даними DHS, див. додаток А). Тому зміни в цій сфері є предметом інтересу мексиканського уряду, який намагається лобіювати імміграційну реформу, яка була б якомога лояльнішою для мігрантів. Обіцянки імміграційної реформи роздавались активно на міжнародних переговорах урядом США, незважаючи на їх дуже дискусійний характер як предмет внутрішньої політики.
З 1986 р. американська імміграційна політика побудована у парадигмі контролю, в якій імміграція розцінюється як небажана. Іммігранти конкурують з місцевими за робочі місця. Термін «депортація» більше не вживається офіційно з 1996 року. Наразі цю реальність в офіційних джерелах Вашингтона відображають два терміни, removal і return, які ми залишимо без перекладу через відсутність усталеної термінології. Removal є більш болісним, відбувається з рішенням суду і інколи приводить до розриву батьків з народженими в США дітьми. Return означає людей, яких зловили на спробі незаконного перетину кордону і повертають назад; на відміну від першого варіанту, вони можуть податися на в'їзд легально. Показник removal ближчий до звичайного розуміння депортації в публічній дискусії. Він в більшій мірі відображає пріоритети політики, натомість показник return коливається в залежності від кількості людей, які спробували нелегально проникнути в США. Двозначність статистики використовується зацікавленими сторонами в своїх інтересах.
Така різниця критично важлива для порівняння результатів політики президента Буша і Обами. Кількість депортацій збільшувалась за часів Буша до 400 тис. на рік. Динаміка мексиканської імміграції пов'язана зі станом американської економіки. Згідно з дослідженнями центру П'ю, кількість жителів США, народжених в Мексиці (включно з нелегалами) збільшувалась до початку світової рецесії і досягла піку в 11.5 мільйонів у 2009 р. В аналізі причин цього виділяють демографічний перехід у Мексиці: народжуваність в 1970—2005 знизилась до 2.2 дітей на жінку.
Мексика була першим закордонним візитом Буша в лютому 2001 р. За 9 місяців відбулося 5 зустрічей новообраних президентів. Буш прихильно ставився до мексиканської (легальної) імміграції у форматі гостьових робітників: «імміграція — це не проблема, яка чекає на вирішення, а ознака успішної нації». Для двосторонніх відносин вимальовувалися хороші перспективи. Особливо великі надії покладала адміністрація президента Фокса, зокрема в тому, щоб досягти великого договору щодо легалізації мексиканських іммігрантів у США. За свідченням посла США Джеффрі Давідоу, існувала реальна політична можливість домовитися про green cards для 500 тис. мексиканських іммігрантів; вона була втрачена через впертість мексиканського міністра закордонних справ Хорхе Кастаньєди, який був згоден тільки на «повну програму» (the whole enchilada). Просування цього питання Мексикою було ускладнено внутрішньополітичними міркуваннями адміністрації президента Буша. Після терактів 11 вересня імміграційна реформа стала розглядатися в контексті безпеки і шанси досягти домовленості зменшились.
Дві країни започаткували робочу групу на найвищому рівні щодо міграції у лютому 2001 (U.S.–Mexico High Level Working Group on Migration). Вона мала розробити нову візову програму для тимчасових робітників, стратегію легалізації і утримання кордону.
Чисельність нелегалів свідчить про нездатність забезпечити виконання діючого міграційного законодавства. Такий статус речей офіційно визнавав Барак Обама. Щонайменше з 1990-х ставлення американської громадської думки до міграції (легальний або нелегальний характер не уточнювався при опитуванні) було пов'язане з економічною ситуацією в країні. Слабший стан економіки означає менш поблажливе ставлення до мігрантів, і навпаки. При цьому більшість американців, як нація іммігрантів, ставляться до міграції позитивно. При цьому більшість хоче її зменшити. Ставлення до нелегалів у американців набагато менш поблажливе. Імміграційне законодавство і його виконання у США фактично створюють роздвоєний ринок праці, один легальний, а інший з порушеннями прав робітників і важких умов роботи, відсутністю права на легальні об'єднання.
У доповіді корпорації RAND зазначено три основні варіанти імміграційної політики: програми гостьових працівників, зароблена легалізація, легалізація. Варіант амністії для нелегальних іммігрантів, які відповідають певним умовам, мав великий шанс пройти у Конгресі до терактів 11 вересня, але втратив популярність в подальшій дискусії.
У State of the Union 7 січня 2004 — президент Буш повернувся до однієї з ранніх тем свого президентства, запропонувавши програму тимчасових робітників. Пропозиція Буша «поєднувати бажаючих працедавців з бажаючими робітниками, якщо немає американця, який міг би зайняти робоче місце», забезпечуючи перетікання міграції в легальне русло. Адміністрація Джорджа В. Буша схилялася до легалізації більшості іммігрантів, які уже в країні, разом із прийняттям легальних тимчасових робітників. Таке влаштування подобалось Мексиці. Імміграційна ініціатива Буша була предметом слухань в Сенаті.
За оцінками економістів, короткотерміновий вплив імміграції на ВВП США в межах 0,1 % в більшу або меншу сторону. Вплив імміграції менш значний ніж масштаб політичної дискусії щодо цього питання.
Зусилля США на кордоні збільшують ризики для нелегалів, які хочуть повернутися назад до Мексики і примушують залишатися в країні, руйнуючи традицію так званої циркулярної міграції.
Отже, зняття обмежень вільного руху товарів, послуг, капіталу не відбувалося разом з лібералізацією переміщення людей. Відбувалося з посиленням обмеження руху робочої сили.

## Можливості подальшою інтеграції
NAFTA є зоною вільної торгівлі, а не митним союзом чи єдиним ринком. Можливості поглиблення співпраці обговорюються в аналітичних колах, але не є темою офіційних переговорів. Цитуючи доповідь корпорації RAND, «існування двосторонньої організації може виглядати скоріше як футуристичний ідеал для американсько-мексиканських відносин». Предметом дискусії подальша інтеграція під умовною назвою NAFTA Plus, доповідь Council on Foreign Relations. Євангелістом ідеї глибшої північноамериканської інтеграціє був дипломат і дослідник Роберт Пастор.
Під час місії посла Ерла Ентоні Вейна було започатковано ряд двосторонніх ініціатив, таких як Економічний діалог на найвищому рівні, Двосторонній форум вищої освіти, інновацій та досліджень США–Мексика, Двосторонній безпековий форум. У 2014 р. Державний департамент назвав посольство до Мексики під його керівництвом «зразковим» (Embassy to Watch).
Законодавчі зміни, проведені в 2004, дозволили NADB брати участь в проектах на 300 миль з мексиканського і 100 миль з американського кордону. Станом на 2006 рік, NADB був єдиним спільним органом, який займається розвитком. Після зустрічі HLED у січні 2015 р. уряди домовились передати 3 млрд дол. Північноамериканському банку розвитку (NADB) протягом 5 років. Ця ініціатива в процесі затвердження законодавчими органами сторін.
Пріоритет другої адміністрації Буша шукати джерела енергії у власній півкулі, щоб позбавитись від енергетичної залежності від нестабільних регіонів. В енергетичній сфері було підписано і (після тривалої затримки) затверджено Конгресом Transboundary Hydrocarbons Agreement 2012. Сполучені Штати не бачать для себе можливості впливати активно на процес енергетичних реформ в Мексиці. Можливостям для США, які відкривають мексиканські реформи енергетичної галузі, було присвячено два обговорення Підкомітету Західної півкулі Комітету закордонних справ Конгресу у 2013 і 2015 рр.
Співпраця в освітній галузі почала набувати очевидних форм тільки після започаткування HLED. За програмою президента Барака Обами «100 000 сильних в Америках» повинна бути збільшена кількість освітніх обмінів з латиноамериканськими країнами; аналогічна програма щодо мексиканських студентів у США є у президента Мексики. Двосторонні відносини стали більш прагматичними і толерантними.